# Rio Cachoeira (vattendrag i Brasilien, Santa Catarina, lat -26,58, long -50,77)
Rio Cachoeira är ett vattendrag i Brasilien.   Det ligger i delstaten Santa Catarina, i den södra delen av landet, 1 200 km söder om huvudstaden Brasília.
I omgivningarna runt Rio Cachoeira växer i huvudsak städsegrön lövskog. Runt Rio Cachoeira är det glesbefolkat, med 12 invånare per kvadratkilometer.